# Kiknur
Kiknur è una cittadina della Russia europea centro-settentrionale, situata nella oblast' di Kirov; appartiene amministrativamente al rajon Kiknurskij, del quale è il capoluogo.